# Delia Sherman
Delia Sherman – amerykańska pisarka i wydawca, autorka powieści i opowiadań z gatunku fantasy, tworzonych samodzielnie lub we współpracy z innymi autorami.

## Życiorys
Delia Sherman urodziła się w Tokio, a obecnie mieszka w Nowym Jorku, wraz ze swoją partnerką, także pisarką, Ellen Kushner. Panie wzięły ślub w roku 1996. Sherman studiowała w Vassar i na Brown University, gdzie w roku 1981 uzyskała doktorat w zakresie studiów nad renesansem. Była wykładowcą m.in. na uniwersytecie w Bostonie; w roku 1989 zadebiutowała jako powieściopisarka. Sherman jest także cenionym wydawcą i redaktorem antologii opowiadań fantasy. Wraz z innymi amerykańskimi pisarzami, m.in. wspomnianą wcześniej Kushner, założyła fundację Interstitial Art, zajmującą się promowaniem dzieł literackich z pogranicza fantasy, ale przekraczających granice gatunku.

## Twórczość

### Opowiadania
- "The Fiddler of Bayou Teche", [w:] Coyote Road, ed. Datlow & Windling, Viking Penguin, 2007
- "Walpurgis Afternoon", The Magazine of Fantasy & Science Fiction, 2005; przedruk [w:] The Year's Best Fantasy & Horror, ed. Link & Grant, St. Martin's, 2006; The Year's Best Fantasy, ed. Hartwell & Cramer, Tachyon Press, 2006
- "CATNYP", [w:] The Faery Reel: Tales from the Twilight Realm, ed. Datlow & Windling, Viking Penguin, 2004; przedruk [w:] The Year's Best Science Fiction and Fantasy for Teens, ed. Yolen & Nielsen Hayden, Tor Teens, 2005
- "Cotillion", [w:] Firebirds, ed. Sharyn November, Viking Penguin, 2003
- "Grand Central Park", [w:] The Green Man, ed. Datlow & Windling, Viking Penguin 2001
- "The Twelve Months of New York City", [w:] A Wolf at the Door, ed. Datlow & Windling, Simon & Schuster 2000
- "The Parwat Ruby", The Magazine of Fantasy & Science Fiction, 1999; przedruk [w:] The Year's Best Fantasy & Horror, St. Martin's 2000
- "The Tragedy of King Alexander the Stag", [w:] A Distant Soil, ed. Colleen Doran, Image Comics 1999
- "On the Taconic" (with Ellen Kushner), [w:] Paradoxa—Studies in World Literary Genres Vol. 4 No. 10, Special Issue: "Metafictions: Stories in Reading", 03/1999
- "Socks", [w:] The Essential Bordertown, ed. Terri Windling & Delia Sherman, Tor 1998
- "The Fairy Cony-Catcher", [w:] Sirens, ed. Terri Windling & Ellen Datlow, HarperCollins 1998; przedruk [w:] The Year's Best Fantasy & Horror, St. Martin's 1999;
- "Sacred Harp", [w:] The Horns of Elfland, ed. Ellen Kushner, Donald S. Keller, & Delia Sherman, Roc 1997
- "The Fall of the Kings" (wraz z Ellen Kushner), [w:] Bending the Landscape, ed. Nicola Griffith & Stephen Pagels, White Wolf 1997; przedruk [w:] The Year's Best Fantasy & Horror, St. Martin's 1998
- "The Witch's Heart", [w:] The Sandman Book of Dreams, ed. Neil Gaiman & Ed Kramer, Harper Prism 1996; przedruk [w:] The Year's Best Fantasy & Horror, St. Martin's 1997
- "The Printer's Daughter", [w:] Ruby Slippers, Golden Tears, ed. Terri Windling & Ellen Datlow, St. Martin's 1995; przedruk [w:] The Year's Best Fantasy & Horror, St. Martin's 1996
- "Young Woman in a Garden", [w:] Xanadu 2, ed. Jane Yolen and Martin Greenberg, Tor 1994; przedruk [w:] The Year's Best Fantasy & Horror, St. Martin's 1995; [w:] Flying Cups & Saucers ,ed. Debbie Notkin et al., Edgewood Press 1998
- "Blood Kin", [w:] Vampires!, ed. Jane Yolen & Martin Greenberg, Harper & Row 1991
- "Land's End", [w:] The Magazine of Fantasy & Science Fiction, 03/1991
- "Nanny Peters and the Feathery Bride", The Magazine of Fantasy & Science Fiction, 02/1990; przedruk [w:] The Year's Best Fantasy & Horror, St. Martin's 1991
- "Miss Carstairs and the Merman", The Magazine of Fantasy & Science Fiction, 01/1989; przedruk [w:] The Year's Best Fantasy & Horror, St. Martin's 1990;
- "The Maid on the Shore", The Magazine of Fantasy & Science Fiction, 10/1987; przedruk [w:] The Year's Best Fantasy & Horror, St. Martin's 1988
- "As Blood Is It Red", Weirdbook, #23/24, 1988
- "The Fleeting Season", Fantasy Book, 03/1986
- "Runner Beans", Fantasy Macabre #6, 1985

### Powieści
- Changeling, Viking Penguin 2006
- The Fall of the Kings (wraz z Ellen Kushner), Bantam Books 2002
- The Porcelain Dove, Dutton 1993; Plume 1994
- Through a Brazen Mirror, Ace 1988; przedruk: Circlet Press 1999

### Wiersze
- "The Crone," [w:]Black Heart, Ivory Bones, ed. Datlow & Windling, Avon 2000
- "Carabosse," [w:]Silver Birch, Blood Moon, ed. Datlow & Windling, Avon 1999;
- "Snow White to the Prince," [w:]The Armless Maiden, ed. Terri Windling, Tor Books 1995;

## Nagrody
- Nominacja do nagrody Campbella dla najlepszego nowego autora SF w roku 1990

## Charakterystyka pisarstwa Sherman
Twórczość Sherman można podzielić na dwa główne nurty: teksty należące do podgatunku fantasy zwanego fantasy of manners oraz powieści dla młodych czytelników. Sherman, znawczyni renesansu, jest zafascynowana folklorem i mitami. W jej tekstach znaczącą inspiracją bywają ludowe ballady (Through a Brazen Mirror, wykorzystująca jako podstawę fabuły balladę The Famous Flower of Serving Men. Chętnie bierze udział w projektach typu shared worlds, współpracując zarówno z Ellen Kushner, jak i z innymi autorami. W jej pisarstwie często pojawiają się motywy związane z tematyką gender oraz feministyczne.